# Nathan Grinbaum
Nathan Solomonovitch Grinbaum, né le 3 juin 1916 à Tomaszów en Mazovie et mort le 16 janvier 2011 à Saint-Pétersbourg, est un philologue de Moldavie soviétique, puis de citoyenneté russe, spécialiste de philologie gréco-latine.

## Carrière
Grinbaum naît dans une famille juive de Pologne. Il fait ses études secondaires au lycée de garçons de Częstochowa, puis entre à l'université de Varsovie en 1934. Il obtient sa maîtrise en 1938 et fait une année de pedagogicum. À la fin de l'année 1939, il s'installe à Lvov à cause de l'éclatement de la Seconde Guerre mondiale et du partage de la Pologne. Il se trouve donc en zone soviétique ukrainienne et rencontre quelques mois plus tard sa future femme, Janina Neumark. Il est chassé par l'arrivée des Allemands, et se trouve ensuite à Pavlovo-sur-l'Oka, près de Nijni Novgorod (à l'époque Gorki). Il est nommé professeur de français et d'allemand à l'école no 3 et pour l'année scolaire 1944-1945 directeur du lycée de garçons no 2, tandis que sa femme est laborantine et infirmière à l'hôpital des évacués.
Grinbaum ne peut revenir à ses études de philologie classique qu'après la guerre, en octobre 1945 à l'université de Léningrad. Son directeur de thèse est le professeur Ivan Ivanovitch Tolstoï. En même temps, il enseigne le latin et le grec à l'université et suit des cours d'études latines à l'institut pédagogique Pokrovski de Léningrad. C'est à cette époque qu'il se spécialise dans l'étude de la langue lyrique grecque. Sa thèse présentée en juin 1948 porte sur la langue d'Alcée de Mytilène.

### Moldavie
Grinbaum est nommé à la rentrée 1948 à Kichinev, capitale de la république socialiste soviétique de Moldavie. Il y demeure pendant trente ans et travaille à l'institut pédagogique Creangă (1948-1960), puis à l'université d'État de Kichinev (1960-1978). Il est doyen de la faculté des langues étrangères de l'institut pédagogique et dirige la chaire de français. À l'université, il tient la chaire de philologie de langues romanes (1960-1965), puis celle de philologie classique (1965-1978).  Parallèlement, il se voue au problème de la langue littéraire grecque et étudie particulièrement celle de Pindare avec ses correspondances dans la langue homérique et les différences avec certains dialectes grecs. Il s'adonne à l'étude des inscriptions mycéniennes qui venaient d'être découvertes.
Ses travaux commencent alors à être publiés en Union soviétique et à l'étranger, spécialement ceux concernant la mycénologie et l'étude des fondements dialectaux de la langue lyrique des chœurs grecs. Il remarque des similitudes entre la langue de Pindare et celles des textes de la civilisation égéenne et des inscriptions de Thessalie, d'Attique et de Crète. Ce travail colossal donne lieu à la fin des années 1960 à son ouvrage La Langue de Pindare qu'il présente en thèse de doctorat en 1969 à l'université d'État de Moscou. Elle est publiée partiellement en 1973.
Grinbaum publie également un grand nombre d'articles sur les auteurs latins et grecs dans l'« Encyclopédie de Moldavie soviétique ». La première traduction en moldave de l'Odyssée paraît en 1979 sous sa direction.  Il fait également paraître, en collaboration avec d'autres universitaires, le premier manuel de langue latine édité pour les universités de Moldavie (1966, seconde édition en 1972). En 1973, le præsidium du soviet suprême de Moldavie lui confère le titre de maître émérite des sciences de la république socialiste soviétique de Moldavie.
Il se lance ensuite dans une étude plus approfondie de l'épigraphie grecque et soulève la question de la langue du chœur lyrique comme source historique, tout en publiant à propos d'auteurs de ce genre, comme Alcman, Stésichore, Simonide de Céos et Bacchylide.
Les recherches de Grinbaum portent avant tout sur la langue lyrique du chœur grec. Il arrive à la conclusion qu'elle est avec la poésie épique empreinte de traditions multiséculaires et qu'elle possède ses propres sources. Comme fondement de cette langue de chœur, on ne trouve pas le dialecte dorique, ni la langue homérique, mais la koinè proto-ionienne-attique, à la base d'un sur-dialecte poétique spécialement appelé à servir la langue du chœur grec, de même façon que la langue homérique apparaît comme le résultat de l'adaptation d'un autre sur-dialecte très ancien, pour les besoins de la poésie épique.

### Léningrad (Saint-Pétersbourg)
L'attention de Grinbaum se porte au milieu des années 1970 vers le problème de l'origine et du fonctionnement de la langue littéraire du grec ancien dans sa totalité. Entre 1977 et 1980, il s'intéresse aux questions méthodologiques de l'apprentissage de la langue littéraire et à son développement dans ses étapes principales. Il publie alors une monographie, fruit de longues années de travail, intitulée Les Formes premières de la langue littéraire [grecque]. De la période mycénienne et post-mycénienne, jusqu'à l'époque hellénistique tardive, qui voit le jour en 1984. Les travaux de Grinbaum rencontrent alors un grand écho chez les hellénistes soviétiques, ainsi qu'à l'étranger.
Il fête son quatre-vingt-onzième anniversaire en 2007 en pleine force intellectuelle et créatrice. La liste de ses travaux comporte plus de deux cents publications et il prend part à nombre de conférences et de séminaires de littérature antique à Saint-Pétersbourg. Un nouveau recueil d'articles du professeur Grinbaum consacré à l'étude de la langue de Pindare est publié le 20 juin 2007.
Il est le père de Iossif Natanovitch Grinbaum et du philologue Oleg Natanovitch Grinbaum.

## Œuvres
- (ru) La Langue lyrique du chœur antique grec (Pindare), Stijntsa, Kichinev, 1973
- (ru) La Langue et le style des auteurs grecs (VIe siècle - Ve siècle avant J.-C.), en collaboration avec S.D. Misko, Stijntsa, Kichinev, 1973
- (ru) Les Formes premières de la langue littéraire (grec ancien), Naouka, Léningrad, 1984
- (ru) Le Monde artistique de la poésie antique (pour le 2500e anniversaire de la naissance de Pindare), Naouka, Moscou, 1990
- (ru) Études mycénologiques (1959-1997), Aléteïa, Saint-Pétersbourg, 2001
- (ru) Pindare. Problème de la langue, Nestor-Historia, Saint-Pétersbourg, 2007
- (ru) Lexique du grec ancien lyrique précoce, éditions de l'université de Saint-Pétersbourg, 2008
- (ru) Regard vers l'antiquité, Nestor-Historia, Saint-Pétersbourg, 2010
- (fr) Le Lexique de la poésie lyrique comme source historique, in : Quaderni Urbinati di Cultura Classica, nouvelle série 59, no 2 - 1998, Istituti Editoriali e Poligrafici Internationali, Pise-Rome, 1973

## Source
- (ru) Cet article est partiellement ou en totalité issu de l’article de Wikipédia en russe intitulé « Гринбаум, Натан Соломонович » (voir la liste des auteurs).